# Banco Ripley
Banco Ripley es una entidad financiera bancaria chileno, propiedad del grupo Calderón, que a la vez es dueño de la tienda departamental del mismo nombre.
La Superintendencia de Bancos e Instituciones Financieras autorizó la existencia de Banco Ripley el 2 de mayo de 2002. El 13 de mayo del mismo año, la misma Superintendencia autorizó el inicio de funciones de Banco Ripley, abriendo sus puertas oficialmente el 17 de mayo. La primera oficina abierta al público está ubicada en el Mall del Centro, en Santiago Centro. El 8 de agosto de 2002 fue inaugurada la casa matriz, ubicada en el Paseo Huérfanos 1060.
Siguiendo la línea bancaria de las tiendas departamentales chilenas (al igual que el Banco Falabella o el extinto Banco París), el banco se ha especializado en ofrecer servicios financieros a la clase media, mediante la entrega de préstamos y tarjetas de crédito. La mayoría de las sucursales están ubicadas dentro de las mismas tiendas Ripley o en ciudades donde ellas estén presentes. A nivel internacional, desde 2008 también opera sucursales en Perú.
En febrero de 2020, el banco activó la opción de pago móvil con el sistema de pago sin contacto para todas sus cuentas de crédito y débito, asociándolas a Google Pay.